# Jevgenij Leonov
Јevgenij Pavlovič Leonov (rus. Евгений Павлович Леонов); Moskva, 2. rujna 1926. – Moskva, 29. siječnja 1994.) bio je poznati sovjetski i ruski glumac, koji je igrao mnoge uloge u nekoliko poznatijih sovjetskih filmova, kao što su: Gentlemeni sreće, Mimino i Goli let. Smatra se „jednim od najpopularnijih ruskih glumaca”, koji je također dao glas za mnoge sovjetske crtane likove, uključujući medvjedića Winnieja zvanog Pooh.
U mladosti, Leonov je želio postati vojni pilot. Na njega je sigurno utjecao i očev posao u tvornici zrakoplova. Tijekom Drugog svjetskog rata radio je s cijelom obitelji u tvornici oružja. Nakon rata upisao se u školu Moskovskog akademskog umjetničkog kazališta Čehov (MHAT), gdje je studirao kod Mihaila Mihajloviča Janšina i diplomirao 1947. Od 1948. igrao je u Moskovskom dramskom kazalištu Stanislavski. 1955. pridružio se Komunističkoj partiji SSSR-a. 1968. postao je članom Kazališta Majakovskog, a 1972. članom Moskovskog kazališta Lenjinovog komsomola (od 1990. Kazalište Lenkom).
Leonov se smatra vrlo popularnim sovjetskim i ruskim glumcem, koji je svojom igrom impresionirao nekoliko generacija. Također je posudio glas nekoliko likova iz crtića. Vjerojatno najpoznatiji od njih je Milneov lik medvjedića Winnieja zvanog Pooh u sovjetskoj crtanoj seriji snimljenoj između 1969. i 1972.
Leonov je poznat i po svojoj ljubavnoj pjesmi, koju je u Danelijinim filmovima predstavio u nekoliko inačica, od kavkaskih motiva do čatlandščine, izmišljenoga jezika u znanstveno-fantastičnom filmu “Kin-dza-dza”.
U svom prvom filmu imao je samo manju zamjensku ulogu i njegov glumački talent nije primijećen. Kasnije ga je Danelija pozvao u gotovo sve svoje filmove, pa je Leonov glumio u njegovim filmovima kao što su: “Gentlemeni sreće” (1971.), “Jesenski maraton” (1979.) i “Kin-dza-dza”. "Njegova kratka, okrugla tjelesna građa, izražajan pogled, široko i otvoreno lice, usporen pokret i pomalo nejasan govor" bili su, prema riječima “Vodiča za sve filmove”, "idealna kombinacija za komične uloge na koje se usredotočio." Također je znao dobro i prirodno glumiti tragične likove. Uloga u Danelijinom “Jesenskom maratonu” donijela mu je nagradu za najboljeg glumca na Venecijanskom filmskom festivalu.
Pokopan je na moskovskom groblju Novodjeviči.